# 赖纳·波德勒施
赖纳·波德勒施（德語：Rainer Podlesch，1944年11月4日—），德国男子自行车运动员。他曾代表西德参加1968年和1972年夏季奥林匹克运动会自行车比赛，其中1968年奥运会获得一枚银牌。